# Artemision

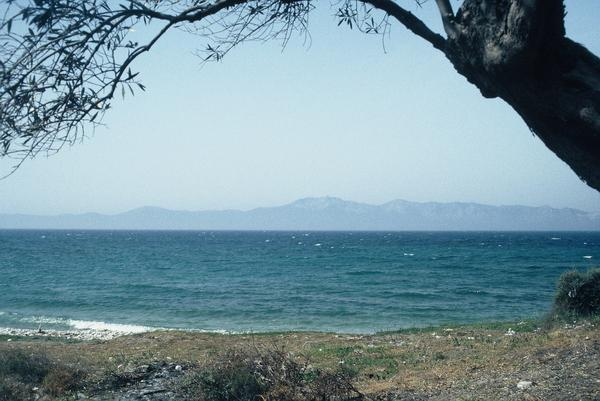
Artemision

Artemision är en udde på den grekiska ön Euboias nordvästkust. 480 f.Kr. utkämpade grekerna utanför Artemision en oavgjord sjöstrid med den persiska invasionsflottan.